# HD 187923
HD 187923，又名BD+11 4019，SAO 105348、HR 7569，是一颗恒星，视星等为6.13，位于銀經50.33，銀緯-7.82，其B1900.0坐标为赤經19h 47m 22.5s，赤緯+11° -7.82′ 52″。